# Toni Reis
Toni Reis (Coronel Vivida, 1964) es el director ejecutivo de la organización brasileña LGBTQIA+ llamada Grupo Dignidade. También fue presidente y fundador de la Asociación Brasileña de Gays, Lesbianas, Bisexuales, Travestis, Transexuales e Intersexuales (ABGLT), fundada en 1995. Es miembro del consejo internacional de la Fundación Hirschfeld Eddy.
Es profesor y especialista en sexualidad humana y dinámica de grupo. Tiene una maestría en filosofía en el área de ética y sexualidad. También es el coordinador latinoamericano de la Asociación para la Salud Integral y Ciudadanía en América Latina y el Caribe.

## Carrera
En 1998, Toni Reis describió la situación en su país:«1.600 homosexuales fueron asesinados en los últimos diez años. De ellos, 350 eran travestis y 61 lesbianas».
En 2006, habló ante el Congreso Nacional de Brasil, donde afirmó que en Brasil se asesinan a 250 homosexuales cada año.
En 2007, se dirigió a las Naciones Unidas para que su organización obtuviera el estatus de consejera.
En noviembre de 2021, anunció su precandidatura al Senado por la Red de Sostenibilidad en las elecciones de 2022. Reis buscaría representar al estado de Paraná. Sin embargo, no concretó su candidatura.

## Vida personal
En 2003, Toni Reis logró que su pareja, nacida en el Reino Unido, obtuviera una visa de residencia permanente en Brasil. Esto se logró a través de un histórico caso judicial para su país.